# Gornja Poljana
Gornja Poljana es una localidad de Croacia situada en el municipio de Varaždinske Toplice, en el condado de Varaždin. Según el censo de 2021, tiene una población de 218 habitantes.

## Demografía
| Gráfica de población de Gornja Poljana 1857-2021                   |
|                                                                    |
| Según los censos de población de la Oficina de Estadísticas Croata |